# Schloss Schieder

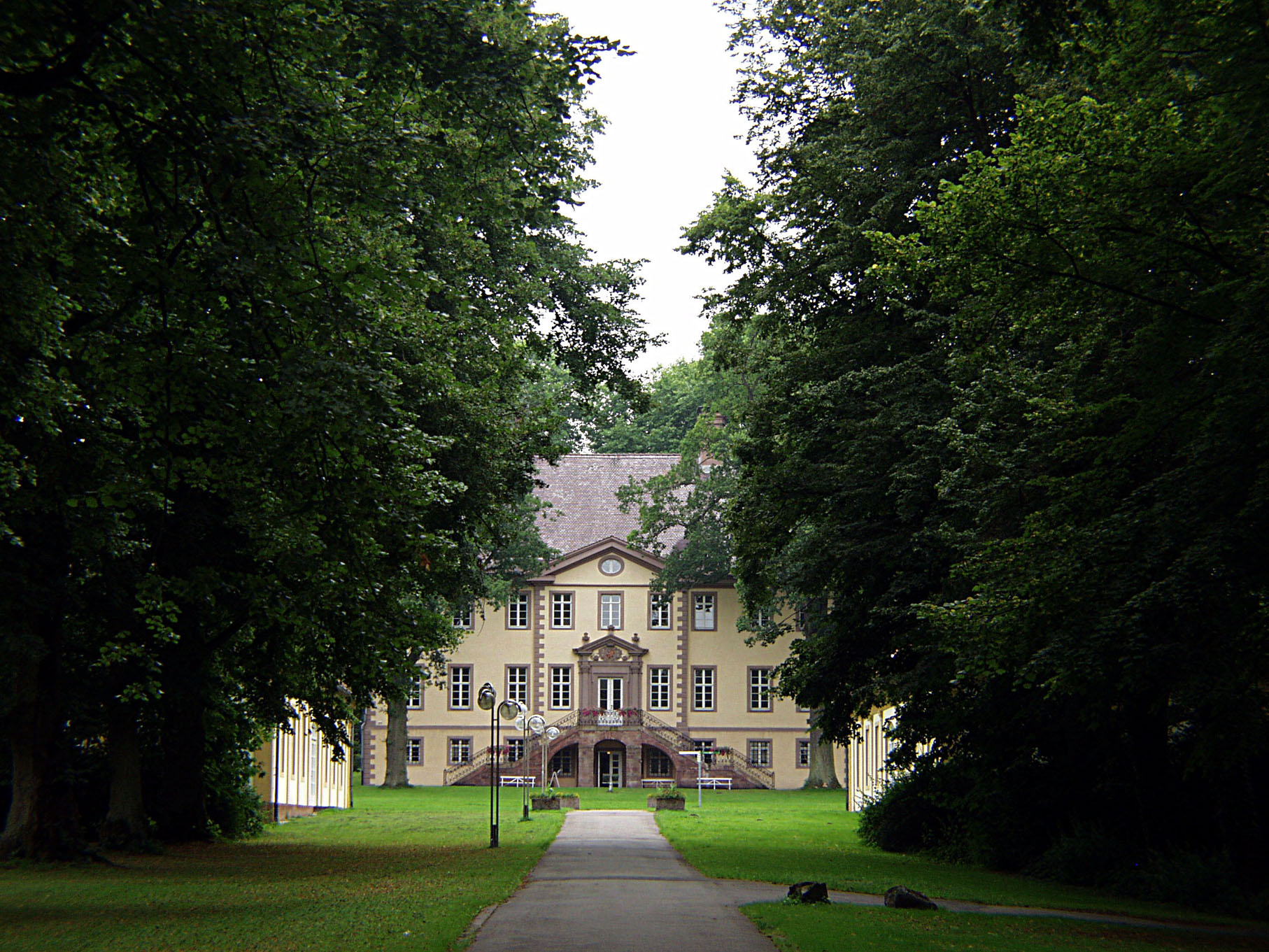
Blick auf das Schloss

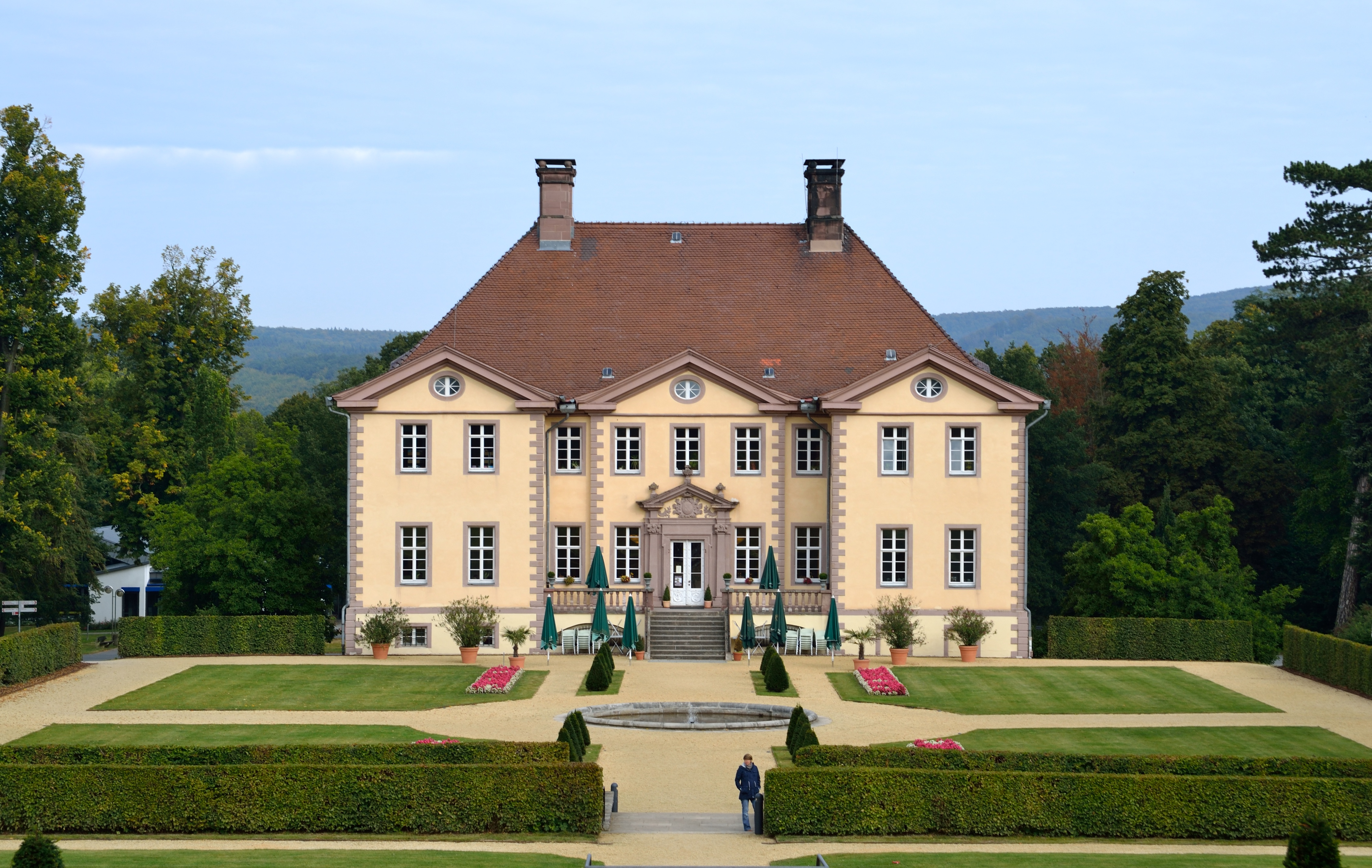
Schloss Schieder (Südseite)

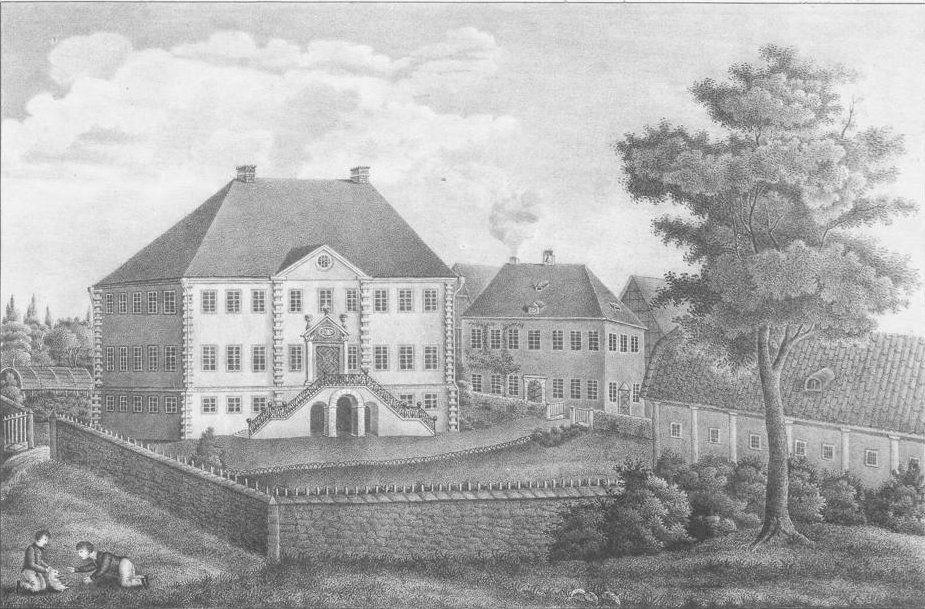
Zustand um 1868

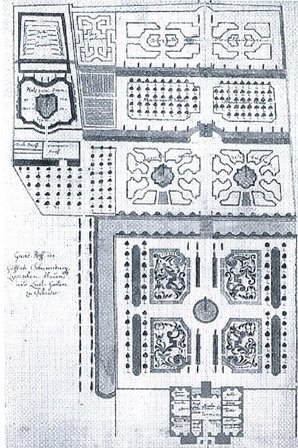
Plan des Schlossgartens um 1780

Das Schloss Schieder in Schieder, Nordrhein-Westfalen, wurde zu Beginn des 18. Jahrhunderts erbaut. Es war im Besitz von Nebenlinien des Hauses Lippe, bis es 1789 an das Fürstenhaus zurückfiel. Bis 1918 diente es als Sommerresidenz.

## Geschichte
Das Gebiet um Schieder war im 15. Jahrhundert weitgehend verödet. Einzig eine Glashütte bestand Ende des Jahrhunderts. Mit der Mark Schieder kam diese an das Augustinerkloster in Blomberg. Dieses baute den Besitz zu einem Gutsbetrieb aus, der 1553 im Zuge der Reformation an die Grafen zur Lippe kam. Der Besitz bildete ab 1621 einen Teil des Gebiets der Nebenlinie Lippe-Brake. Graf Rudolph zur Lippe-Brake ließ ab 1703 Schloss und Garten errichten. Mit dem Aussterben der Linie Lippe-Brake fielen Schloss und Besitz 1773 an Schaumburg-Lippe. Die Grafen ließen den Barockgarten erweitern.
Im Jahr 1789 kam das Schloss an das Fürstenhaus Lippe-Detmold zurück. Es diente bis zur Novemberrevolution von 1918 als Sommerresidenz des Fürstenhauses. Der Park wurde 1914 der Öffentlichkeit zugänglich gemacht.
Nach der Revolution wurden Schloss und Park Eigentum des Freistaates Lippe. Genutzt wurde das Schloss von 1922 bis 1968 von der Reichsbahn beziehungsweise der Bundesbahn als Kinderheim. Im Jahr 1963 wurde der Park und 1968 das Schloss Eigentum der Stadt Schieder-Schwalenberg. Das Schloss beherbergt das Haus des Gastes, die Volkshochschule, eine Musikschule und bis zum Jahr 2023 die Stadtbücherei. Das noch aus dem 16. Jahrhundert stammende sogenannte Kornhaus der Domäne ist heute Teil des Gebäudeensembles des Lippischen Landesmuseums in Detmold.

## Bauten
Baumeister des Schlosses war der aus Tirol stammende Joseph Falck. Dieser hatte zuvor schon am Neubau von Kloster Corvey gearbeitet. Der schlichte Bau mit hohem Walmdach und flachen Dreiecksgiebeln folgt dem Stil des niederländischen Klassizismus, einer in Westfalen damals verbreitete Variante des Barock. Unmittelbar neben dem eigentlichen Schloss wurde zwischen 1705 und 1708 das Back- und Brauhaus mit der Schlosskapelle erbaut. Dieses Gebäude wurde auch als Kavaliershaus bezeichnet. Später wurde es Palais genannt. Falck baute außerdem eine nicht mehr erhaltene Brücke über die Emmer. Erst im Jahr 1832 wurden ein Marstall und eine Remise gebaut. Ebenfalls aus der ersten Hälfte des 19. Jahrhunderts stammt das Prinzen- oder Teehaus. Zwischen zwei weiteren identischen Gebäuden, die den Abschluss der zur Zeit von Leopold II. erweiterten Gartenanlage bildeten, befand sich früher das nördliche Tor. Die beiden Gebäude dienten als Gärtnerhaus und Gewächshaus, letzteres wurde daher auch als Blumenhaus bezeichnet. Später diente dieses als Wohnhaus. Das kürzlich renovierte Blumenhaus war im Oktober 2010 Denkmal des Monats in Westfalen-Lippe.

## Garten
Im Stil des Barock wurde zwischen 1701 und 1706 ein Garten angelegt. Dieser bestand aus dem Parterre, einem flachen Gartenbereich mit zentralem Fontänenbassin vor dem Schloss, einem Kanal und drei Terrassen mit Treppen und Kaskaden in der Mittelachse. Im Jahr 1705 wurde zusätzlich eine Lindenallee angelegt. Diese Allee bestand aus 260 Bäumen und überquerte den Fluss Emmer. In den Jahren 1832 und 1865 wurde der Garten umgestaltet. Seit 2006 wurde der barocke Zustand im Süden des Parkes rekonstruiert und 2009 eröffnet.